# Paraplectana kittenbergeri
Paraplectana kittenbergeri är en spindelart som beskrevs av Lodovico di Caporiacco 1947. Paraplectana kittenbergeri ingår i släktet Paraplectana och familjen hjulspindlar.
Artens utbredningsområde är Tanzania. Inga underarter finns listade i Catalogue of Life.